# Hanns Braun
Pour les articles homonymes, voir Braun.
Hanns Braun, né le 26 octobre 1886 à Spalt et décédé le 9 octobre 1918 près de Croix-Fonsomme, était un sculpteur et athlète allemand.

## Biographie
Hanns Braun est le fils du peintre Louis Braun. Il a remporté la médaille de bronze sur 800 m aux Jeux olympiques d'été de 1908 à Londres avec un temps de 1 min 55 s 2 à trois secondes du vainqueur Mel Sheppard. À ces mêmes jeux, il faisait partie du relais olympique allemand (2 × 200 m, 400 m et 800 m) qui a remporté la médaille d'argent. Braun a couru le dernier relais après Arthur Hoffmann, Hans Eicke et Otto Trieloff. En demi-finale, cette équipe avait facilement dominé le relais néerlandais et se qualifiait en 3 min 43 s 2. La finale fut, toutefois, plus difficile et les Allemands n'ont eu aucune chance face au relais américain. Après les trois premiers relais, les Allemands étaient en troisième position et Braun partit avec presque cinq mètres de retard sur le quatrième relayeur hongrois, Ödön Bodor. Il a pourtant réussi à le rattraper et le précéda sur la ligne d'arrivée, donnant la médaille d'argent à l'Allemagne pour un dixième de seconde en 3 min 32 s 4.
Aux Jeux olympiques d'été de 1912, il remportait l'argent sur 400 m, mais était éliminé en série avec le relais 4 × 400 m. En compétition, il pesait 68 kg pour 1,80 m.
Hanns Braun est tombé au combat pendant la Première Guerre mondiale. De 1941 à 1945, le Grünwalder Stadion à Munich a porté le nom de Städtische Hanns-Braun-Kampfbahn en son honneur.

## Palmarès

### Jeux olympiques
- Jeux olympiques d'été de 1908 à Londres ( Royaume-Uni)
  -  Médaille de bronze sur 800 m
  - éliminé en série sur 1 500 m
  -  Médaille d'argent en relais olympique

- Jeux olympiques d'été de 1912 à Stockholm ( Suède)
  -  Médaille d'argent sur 400 m
  - 6e sur 800 m
  - éliminé en série du relais 4 × 400 m

## Sources
- (en) Cet article est partiellement ou en totalité issu de l’article de Wikipédia en anglais intitulé « Hanns Braun » (voir la liste des auteurs).

- (de) Cet article est partiellement ou en totalité issu de l’article de Wikipédia en allemand intitulé « Hanns Braun (Leichtathlet) » (voir la liste des auteurs).